# Plectrocnemia kainam
Plectrocnemia kainam är en nattsländeart som beskrevs av Malicky 1993. Plectrocnemia kainam ingår i släktet Plectrocnemia och familjen fångstnätnattsländor. Inga underarter finns listade i Catalogue of Life.